# Яровий Яків Павлович
Я́ків Па́влович Ярови́й (* 1 травня 1923, Стара Ушиця, нині смт Кам'янець-Подільського району Хмельницької області — † 20 лютого 1998, Мінськ) — білоруський композитор та диригент українського походження. Заслужений артист Білоруської РСР (1970).

## Біографічні відомості
Був диригентом-хормейстером ансамблю пісні й танцю Червонопрапорного Білоруського військового округу, хормейстером Республіканського Палацу культури ветеранів війни та праці.
3 квітня 1992 року за заслуги в розвитку та пропаганді білоруської самодіяльної творчості відзначено Почесною грамотою Верховної Ради Республіки Білорусь .